# Magnetic Records
Magnetic Records – polska wytwórnia muzyczna z dystrybucją Universal Music Polska.
Wytwórnia posiada w swym katalogu wydawnictwa obejmujące takie gatunki jak: muzyka filmowa, chillout, rock, jazz, ambient pop, house, variete francais, world music, poezja śpiewana, muzyka dla dzieci. Łącznie wydała ponad 150 płyt w tym: kompilacje muzyczne oraz solowe albumy artystów. Firma zajmuje się również produkcją muzyczną i promocją artystów.
Wydawnictwo powstało w roku 2006. Założycielem i dyrektorem Magnetic Records jest kompozytor i producent muzyczny Witold Karolak.

## Katalog

### Kompilacje (alfabetycznie)
| Tytuł                                                               | Rok premiery | Certyfikat ZPAV | Źródło        |
| ------------------------------------------------------------------- | ------------ | --------------- | ------------- |
| Absolute Nu Disco                                                   | 2012         |                 | [ 2 ]         |
| Bajki Małgosi                                                       | 2014         |                 | [ 3 ] [ 4 ]   |
| Bajki Małgosi 2                                                     | 2015         |                 | [ 5 ]         |
| Balkan & Jewish Collection                                          | 2013         |                 | [ 6 ]         |
| Balkan & Jewish Inspirations                                        | 2011         |                 | [ 7 ]         |
| Balkan & Jewish Inspirations 2                                      | 2012         |                 | [ 8 ]         |
| Balkan & Jewish Inspirations 3                                      | 2015         |                 | [ 9 ]         |
| Ballady i niuanse                                                   | 2013         |                 | [ 10 ]        |
| Ballady i niuanse 2                                                 | 2015         |                 | [ 11 ]        |
| Bez cenzury                                                         | 2011         |                 | [ 12 ]        |
| Big Bang Club                                                       | 2010         |                 | [ 13 ]        |
| Black Magic Woman                                                   | 2012         |                 | [ 14 ]        |
| Blue bossa                                                          | 2010         |                 |               |
| Bonne nuit a Paris                                                  | 2013         |                 | [ 15 ]        |
| Bossa So Nice!                                                      | 2013         |                 | [ 16 ]        |
| Chanson d'amour                                                     | 2013         |                 | [ 15 ]        |
| Chillout after midnight                                             | 2010         |                 | [ 17 ]        |
| Chillout after midnight 2                                           | 2010         |                 | [ 18 ]        |
| Chillout after midnight 3                                           | 2011         |                 | [ 19 ]        |
| Chillout after midnight 4                                           | 2012         |                 | [ 15 ]        |
| Chillout in black 2                                                 | 2010         |                 | [ 20 ]        |
| Chillout in blue                                                    | 2009         |                 | [ 21 ]        |
| Chillout in blue 2                                                  | 2010         |                 | [ 22 ]        |
| Chillout in white                                                   | 2009         |                 | [ 23 ]        |
| Chillout in white 2                                                 | 2011         |                 | [ 23 ]        |
| Chillout in red                                                     | 2010         |                 | [ 24 ]        |
| Cinema fiction                                                      | 2015         |                 | [ 25 ]        |
| Cinema France                                                       | 2017         |                 | [ 26 ]        |
| Cinema in love                                                      | 2016         |                 | [ 27 ]        |
| Cinema jazz                                                         | 2016         |                 | [ 28 ]        |
| Cinema piano                                                        | 2014         |                 | [ 29 ]        |
| Cinema piano 2                                                      | 2014         |                 | [ 30 ]        |
| Cinema piano 3                                                      | 2017         |                 | [ 31 ]        |
| City music cocktail 5                                               | 2009         |                 | [ 32 ]        |
| City sax collection                                                 | 2009         |                 | [ 33 ]        |
| City swing collection                                               | 2010         |                 | [ 34 ]        |
| City world collection                                               | 2010         |                 | [ 35 ]        |
| Clubnetic Summer Party 2007                                         | 2007         |                 | [ 36 ]        |
| Clubnetic 2                                                         | 2008         |                 | [ 37 ]        |
| Clubnetic 3                                                         | 2008         |                 | [ 38 ]        |
| Clubnetic 4                                                         | 2009         |                 | [ 39 ]        |
| Cygan o miłości                                                     | 2017         |                 | [ 40 ]        |
| Deszczowe piosenki                                                  | 2013         |                 | [ 41 ]        |
| DJ Miki i przyjaciele                                               | 2013         |                 | [ 42 ]        |
| Dzieciaki i zwierzaki                                               | 2016         |                 | [ 43 ]        |
| El Tango emocion                                                    | 2010         |                 | [ 44 ]        |
| Electro Ladies                                                      | 2010         |                 | [ 45 ]        |
| Energy Pop Collection                                               | 2011         |                 |               |
| Ethno Port 2016                                                     | 2016         |                 | [ 46 ]        |
| Etno Cafe                                                           | 2011         |                 | [ 47 ]        |
| Festiwal Muzyki Filmowej w Krakowie 2012                            | 2012         |                 | [ 48 ]        |
| Festiwal Muzyki Filmowej w Krakowie 2013                            | 2013         |                 | [ 49 ]        |
| Festiwal Muzyki Filmowej w Krakowie 2014                            | 2014         |                 | [ 50 ]        |
| Fly me to the moon                                                  | 2010         |                 | [ 51 ]        |
| Fly me to the moon 2                                                | 2011         |                 |               |
| Fly me to the moon 3                                                | 2012         |                 | [ 52 ]        |
| Fly me to the moon 4                                                | 2013         |                 | [ 53 ]        |
| Girls wanna dance                                                   | 2013         |                 | [ 54 ]        |
| Glamour ladies                                                      | 2011         |                 |               |
| Good morning rock                                                   | 2009         |                 | [ 55 ]        |
| Good morning rock 2                                                 | 2010         |                 | [ 56 ]        |
| Groove operator                                                     | 2010         |                 | [ 57 ]        |
| Groove operator 2                                                   | 2011         |                 |               |
| Heaven Dance Mix                                                    | 2008         |                 | [ 58 ]        |
| Heart of Bollywood                                                  | 2007         |                 | [ 59 ]        |
| Hello France                                                        | 2011         |                 | [ 60 ]        |
| Intercity woman                                                     | 2008         |                 | [ 61 ]        |
| Intercity woman 2                                                   | 2009         |                 | [ 62 ]        |
| I really love you                                                   | 2011         |                 | [ 63 ]        |
| Je t'aime                                                           | 2011         |                 | [ 63 ]        |
| Jewish&Jazz Inspirations                                            | 2016         |                 | [ 64 ]        |
| Kochaj tylko mnie                                                   | 2014         |                 | [ 65 ]        |
| Kołysanki                                                           | 2014         |                 | [ 66 ]        |
| Kołysanki dla maluszka                                              | 2013         |                 | [ 67 ]        |
| Kołysanki dla maluszka 2                                            | 2015         |                 | [ 68 ]        |
| Kołysanki dla maluszka 3                                            | 2016         |                 | [ 69 ]        |
| Kołysanki dla maluszka 4                                            | 2016         |                 | [ 70 ]        |
| Kołysanki księżycowe                                                | 2014         |                 | [ 71 ]        |
| Kołysanki księżycowe 2                                              | 2014         |                 | [ 72 ]        |
| Kołysanki księżycowe 3                                              | 2016         |                 | [ 73 ]        |
| Kołysanki księżycowe 4                                              | 2016         |                 | [ 74 ]        |
| Król Maciuś Pierwszy                                                | 2009         |                 | [ 75 ]        |
| La Vie est une Chanson BOX 8 CD                                     | 2009         |                 | [ 76 ]        |
| Magnetic Sounds                                                     | 2006         |                 | [ 77 ] [ 78 ] |
| Melodie d' amour                                                    | 2012         |                 | [ 79 ]        |
| Mistrzowie Piosenki: Marek Grechuta                                 | 2013         |                 | [ 80 ]        |
| Między ciszą a ciszą                                                | 2012         |                 | [ 81 ]        |
| Między ciszą a ciszą 2                                              | 2012         |                 | [ 82 ]        |
| Music for dreamers 2                                                | 2010         |                 | [ 83 ]        |
| Muzyczne smaki świata                                               | 2007         |                 | [ 84 ]        |
| Mystic & Secret                                                     | 2010         |                 | [ 85 ]        |
| Mystic & Secret 2                                                   | 2012         |                 | [ 86 ]        |
| Mystic & Secret 3                                                   | 2012         |                 | [ 87 ]        |
| Mystic & Secret BOX 6 CD                                            | 2012         |                 | [ 88 ]        |
| Najpiękniejsze kołysanki dla maluszka                               | 2017         |                 |               |
| Najpiękniejsze kołysanki księżycowe                                 | 2017         |                 | [ 89 ]        |
| Osiecka o miłości                                                   | 2012         |                 | [ 90 ]        |
| Osiecka o miłości 2                                                 | 2017         |                 | [ 91 ]        |
| Over the Rainbow                                                    | 2012         |                 | [ 92 ]        |
| Paris d'Amour                                                       | 2016         |                 | [ 93 ]        |
| Piosenki nie tylko deszczowe                                        | 2010         |                 | [ 94 ]        |
| Piosenki nie tylko deszczowe 2                                      | 2012         |                 | [ 95 ]        |
| Poeci Polskiej Piosenki BOX 8CD                                     | 2011         |                 |               |
| Poeci Polskiej Piosenki: Cygan – czas nas uczy pogody               | 2012         |                 | [ 96 ]        |
| Poeci Polskiej Piosenki: Kofta – śpiewać każdy może                 | 2011         |                 | [ 97 ]        |
| Poeci Polskiej Piosenki: Młynarski – żyj kolorowo                   | 2011         |                 | [ 98 ]        |
| Poeci Polskiej Piosenki: Osiecka – itp., itd.....                   | 2011         | Platynowa płyta | [ 100 ]       |
| Poeci Polskiej Piosenki: Przybora – piosenka jest dobra na wszystko | 2011         |                 | [ 101 ]       |
| Poeci Polskiej Piosenki: Soyka – absolutnie nic...                  | 2013         |                 | [ 102 ]       |
| Pelo Amor do Fado                                                   | 2011         |                 | [ 103 ]       |
| Por el Amor al Flamenco                                             | 2012         |                 | [ 104 ]       |
| Por el Amor al Tango                                                | 2012         |                 | [ 105 ]       |
| Prosto w serce                                                      | 2009         |                 | [ 106 ]       |
| Radosny dziecięcy świat                                             | 2017         |                 |               |
| Ram Café                                                            | 2006         | Platynowa płyta | [ 107 ]       |
| Ram Café 2                                                          | 2007         | Platynowa płyta | [ 109 ]       |
| Ram Café 3                                                          | 2008         | Złota płyta     | [ 111 ]       |
| Ram Café BOX 6 CD                                                   | 2008         |                 | [ 111 ]       |
| Ram Café 4                                                          | 2009         | Złota płyta     | [ 111 ]       |
| Ram Café 5                                                          | 2010         |                 | [ 111 ]       |
| Ram Café BOX 10 CD                                                  | 2010         |                 | [ 111 ]       |
| Ram Café 6                                                          | 2011         | Złota płyta     | [ 114 ]       |
| Ram Café 7                                                          | 2012         |                 | [ 111 ]       |
| Rendezvous Jazz Woman                                               | 2008         |                 | [ 115 ]       |
| Rendezvous Jazz Woman 2                                             | 2009         |                 | [ 76 ]        |
| Rendezvous Jazz Woman 3                                             | 2010         |                 | [ 116 ]       |
| Rendezvous Jazz Woman BOX 6 CD                                      | 2010         |                 |               |
| Retro electro                                                       | 2012         |                 | [ 117 ]       |
| Scandinavian feelings                                               | 2017         |                 | [ 118 ]       |
| Secret garden                                                       | 2013         |                 | [ 119 ]       |
| Seize the day                                                       | 2011         |                 |               |
| Świąteczny Dziecięcy Świat                                          | 2017         |                 | [ 120 ]       |
| Skrzyżowanie Kultur 2016                                            | 2016         |                 | [ 121 ]       |
| Szeptem do mnie mów                                                 | 2014         |                 | [ 122 ]       |
| Underwater love                                                     | 2009         |                 | [ 123 ]       |
| Vive la France! Vive l'Accordeon!                                   | 2010         |                 | [ 124 ]       |
| Vive la France! Vive l'Accordeon! 2                                 | 2011         |                 | [ 125 ]       |
| Vive la France! Vive l'Accordeon! 3                                 | 2012         |                 | [ 126 ]       |
| Vive la France! Vive l'Accordeon! Collection 6 CD                   | 2012         |                 | [ 127 ]       |
| We Love You Mr Cohen                                                | 2012         |                 | [ 128 ]       |
| We Love You Mr Cohen 2                                              | 2015         |                 | [ 129 ]       |
| Weekend in Barcelona                                                | 2010         |                 | [ 130 ]       |
| Weekend in Bombay                                                   | 2009         |                 | [ 130 ]       |
| Weekend in Havana                                                   | 2010         |                 | [ 130 ]       |
| Weekend in Madrid                                                   | 2009         |                 | [ 130 ]       |
| Weekend in Marrakech                                                | 2010         |                 | [ 130 ]       |
| Weekend in Paris                                                    | 2009         |                 | [ 131 ]       |
| Weekend in Rio                                                      | 2009         |                 | [ 130 ]       |
| Weekend in Roma                                                     | 2009         |                 | [ 130 ]       |
| Weekend in... 1 – BOX 8 CD                                          | 2010         |                 | [ 130 ]       |
| Weekend in... 2 – BOX 8 CD                                          | 2010         |                 | [ 130 ]       |
| Wieczór kawalerski                                                  | 2007         |                 | [ 132 ]       |
| Wyliczanki i skakanki                                               | 2014         |                 | [ 133 ]       |
| Wyliczanki i śpiewanki                                              | 2016         |                 | [ 134 ]       |
| Z miłością dla dziecka                                              | 2014         |                 | [ 135 ]       |
| Z miłości do Tango, Fado, Flamenco                                  | 2012         |                 | [ 136 ]       |
| Z radością dla dziecka                                              | 2016         |                 |               |

### Albumy solowe ( alfabetycznie)
| Wykonawca                   | Tytuł                       | Rok wydania | Certyfikat ZPAV | Źródło  |
| --------------------------- | --------------------------- | ----------- | --------------- | ------- |
| Augusta (Augusta Trebeschi) | Augusta                     | 2011        |                 | [ 137 ] |
| Hucknall                    | Tribute to Bobby            | 2007        |                 | [ 138 ] |
| Malou                       | Suite dreams                | 2006        |                 | [ 139 ] |
| Nate James                  | Set the tone                | 2005        |                 | [ 140 ] |
| Simply Red                  | Stay                        | 2007        | Złota płyta     | [ 142 ] |
| Slow Train Soul             | Illegal cargo               | 2006        |                 | [ 143 ] |
| Tamara Kalinowska           | Rzecz o wędrownych aniołach | 2012        |                 | [ 144 ] |